# Thamala miniata
Thamala miniata är en fjärilsart som beskrevs av Moore 1878. Thamala miniata ingår i släktet Thamala och familjen juvelvingar. Inga underarter finns listade i Catalogue of Life.